# Agromyza oliviae
Agromyza oliviae är en tvåvingeart som beskrevs av Spencer 1959. Agromyza oliviae ingår i släktet Agromyza och familjen minerarflugor. Inga underarter finns listade i Catalogue of Life.